# Bison Motion Pictures
La Bison Motion Pictures è stata una casa di produzione cinematografica statunitense. Dal 1909, data della sua fondazione, al 1917, la compagnia produsse oltre seicento film.

## Fondazione
Nel 1909, la New York Motion Picture Company fu una delle prime compagnie cinematografiche a stabilirsi nel distretto losangelino di Edendale. Seguì, infatti, la Selig Polyscope, che era stata la prima casa di produzione cinematografica a spostare i suoi stabilimenti in quella zona. La casa di New York adottò il marchio Bison Pictures per la produzione dei suoi cortometraggi a un rullo, quasi tutti dei western. Lo studio originale era situato al 1719 di Allesandro Street. La New York Motion Picture Company aveva affidato gli studi californiani a un manager generale, Fred Balshofer che, in precedenza aveva lavorato per la Lubin Studios. Balshofer restò alla testa della Bison per un paio d'anni, fino a quando a Edendale arrivò Thomas H. Ince.

## Registi
I registi che lavorarono per la compagnia furono:
Edwin August - King Baggot - Fred J. Balshofer -  Reginald Barker - Frank Borzage - George Cochrane - Jack Conway - Grace Cunard - Allan Dwan - Milton J. Fahrney - Francis Ford - John Ford - Charles K. French - Burton George - Thomas H. Ince - J. Farrell MacDonald - Murdock MacQuarrie - Henry MacRae - Frank Montgomery - Wallace Reid - Otis Turner -

## Filmografia

### 1909
- Disinherited Son's Loyalty, regia di Fred J. Balshofer – cortometraggio (1909)
- Romance of a Fishermaid, regia di Fred J. Balshofer e Charles K. French – cortometraggio (1909)
- Davy Crockett - In Hearts United, regia di Fred J. Balshofer – cortometraggio (1909)
- The Squaw's Revenge, regia di Fred J. Balshofer – cortometraggio (1909)
- Why Mr. Jones Was Arrested, regia di Fred J. Balshofer – cortometraggio (1909)
- A Terrible Attempt, regia di Fred J. Balshofer (1909)
- A Cowboy's Narrow Escape, regia di Fred J. Balshofer (1909)
- The True Heart of an Indian, regia di Fred J. Balshofer e Charles Inslee (1909)
- The Blacksmith's Wife, regia di Fred J. Balshofer (1909)
- I Love My Wife, But Oh, You Kid, regia di Fred J. Balshofer (1909)
- The Gypsy Artist, regia di Fred J. Balshofer (1909)
- My Wife's Gone to the Country, regia di Fred J. Balshofer (1909)
- Sailor's Child, regia di Fred J. Balshofer (1909)
- The Yiddisher Cowboy, regia di Fred J. Balshofer (1909)
- Sheltered Under Stars and Stripes, regia di Fred J. Balshofer (1909)
- Half Breed's Treachery, regia di Fred J. Balshofer (1909)
- Secret Service Woman, regia di Fred J. Balshofer (1909)
- His Two Children, regia di Fred J. Balshofer (1909)
- The Paymaster, regia di Fred J. Balshofer (1909)
- A Kentucky Planter, regia di Fred J. Balshofer (1909)
- A Squaw's Sacrifice, regia di Fred J. Balshofer (1909)
- The Faithful Wife, regia di Fred J. Balshofer (1909)
- Dove Eye's Gratitude, regia di Fred J. Balshofer (1909)
- The Gold Seeker's Daughter, regia di Fred J. Balshofer (1909)
- Iona, the White Squaw, regia di Fred J. Balshofer (1909)
- The Mexican's Crime, regia di Fred J. Balshofer (1909)
- Young Deer's Bravery, regia di Fred J. Balshofer (1909)
- The Ranchman's Wife, regia di Fred J. Balshofer (1909)
- An Indian's Bride, regia di Fred J. Balshofer (1909)
- The Parson's Prayer, regia di Fred J. Balshofer (1909)
- Dooley's Thanksgiving Turkey, regia di Fred J. Balshofer (1909)
- The Message of an Arrow, regia di Fred J. Balshofer (1909)
- Reunited at the Gallows, regia di Fred J. Balshofer (1909)
- The Love of a Savage, regia di Fred J. Balshofer (1909)
- An Italian Love Story, regia di Fred J. Balshofer (1909)
- The Red Cross Heroine, regia di Fred J. Balshofer (1909)

### 1910
- Red Girl's Romance, regia di Fred J. Balshofer – cortometraggio (1910)
- A Redman's Devotion, regia di Fred J. Balshofer – cortometraggio (1910)
- A Forester's Sweetheart, regia di Fred J. Balshofer – cortometraggio (1910)
- A Cowboy's Reward, regia di Fred J. Balshofer – cortometraggio (1910)
- Romany Rob's Revenge, regia di Fred J. Balshofer – cortometraggio (1910)
- The Mexican's Jealousy', regia di Fred J. Balshofer – cortometraggio (1910)
- A Romance of the Prairie, regia di Fred J. Balshofer – cortometraggio (1910)
- His Imaginary Crime, regia di Fred J. Balshofer – cortometraggio (1910)
- The Female Bandit, regia di Fred J. Balshofer – cortometraggio (1910)
- By His Own Hands, regia di Fred J. Balshofer – cortometraggio (1910)
- The Ten of Spades; or, A Western Raffle, regia di Fred J. Balshofer – cortometraggio (1910)
- Young Deer's Gratitude, regia di Fred J. Balshofer – cortometraggio (1910)
- Government Rations, regia di Fred J. Balshofer – cortometraggio (1910)
- The Imposter, regia di Fred J. Balshofer – cortometraggio (1910)
- Dooley's Holiday, regia di Fred J. Balshofer – cortometraggio (1910)
- For Her Father's Honor, regia di Fred J. Balshofer – cortometraggio (1910)
- Dooley Referees the Big Fight, regia di Fred J. Balshofer – cortometraggio (1910)
- The Cowboy and the Schoolmarm, regia di Fred J. Balshofer – cortometraggio (1910)
- The New Partners, regia di Fred J. Balshofer – cortometraggio (1910)
- The Indian and the Cowgirl, regia di Fred J. Balshofer – cortometraggio (1910)
- The Rose of the Ranch, regia di Fred J. Balshofer – cortometraggio (1910)
- For His Sister's Honor, regia di Fred J. Balshofer – cortometraggio (1910)
- The Mexican's Ward', regia di Fred J. Balshofer – cortometraggio (1910)
- The Man from Texas, regia di Fred J. Balshofer – cortometraggio (1910)
- Company D to the Rescue, regia di Fred J. Balshofer – cortometraggio (1910)
- Nannina, regia di Fred J. Balshofer – cortometraggio (1910)
- A Shot in Time, regia di Fred J. Balshofer – cortometraggio (1910)
- Romance of a Snake Charmer, regia di Fred J. Balshofer – cortometraggio (1910)
- Red Wing's Loyalty, regia di Fred J. Balshofer – cortometraggio (1910)
- Rivalry in the Oil Fields, regia di Fred J. Balshofer – cortometraggio (1910)
- Red Wing's Constancy, regia di Fred J. Balshofer – cortometraggio (1910)
- A Husband's Mistake, regia di Fred J. Balshofer – cortometraggio (1910)
- The Adventures of a Cowpuncher, regia di Fred J. Balshofer – cortometraggio (1910)
- Rattlesnakes, regia di Fred J. Balshofer – cortometraggio (1910)
- Hazel, the Heart Breaker, regia di Fred J. Balshofer – cortometraggio (1910)
- The Rescue of the Pioneer's Daughter, regia di Fred J. Balshofer – cortometraggio (1910)
- A Sister's Devotion, regia di Fred J. Balshofer – cortometraggio (1910)
- Love and Money, regia di Fred J. Balshofer – cortometraggio (1910)
- Cupid's Comedy
- Lost for Many Years
- The Feud, regia di Fred J. Balshofer – cortometraggio (1910)
- The Curse of Gambling, regia di Fred J. Balshofer – cortometraggio (1910)
- Perils of the Plains, regia di Fred J. Balshofer – cortometraggio (1910)
- The Tie That Binds, regia di Fred J. Balshofer – cortometraggio (1910)
- Married on Horseback, regia di Fred J. Balshofer – cortometraggio (1910)
- Girls, regia di Fred J. Balshofer – cortometraggio (1910)
- Saved from the Redmen, regia di Fred J. Balshofer – cortometraggio (1910)
- An Engineer's Sweetheart, regia di Fred J. Balshofer – cortometraggio (1910)
- A Cowboy's Race for a Wife
- The Sea Wolves, regia di Fred J. Balshofer – cortometraggio (1910)
- A Mexican Lothario
- Her Terrible Peril
- A Ranchman's Simple Son
- A Sinner's Sacrifice
- The Sheriff of Black Gulch
- A Mexican Love Affair
- Red Fern and the Kid
- A Message of the Sea
- Black Pete's Reformation
- Love in Mexico
- In the Wild West, regia di Fred J. Balshofer – cortometraggio (1910)
- A Miner's Sweetheart
- A Cowboy's Generosity
- A True Country Heart
- The Prairie Post Mistress
- A Woman's Better Nature
- The Redmen's Persecution
- The Mascot of Company D
- Kit Karson, regia di Fred J. Balshofer – cortometraggio (1910)
- Dan, the Arizona Scout, regia di Fred J. Balshofer – cortometraggio (1910)
- The Night Rustlers, regia di Fred J. Balshofer – cortometraggio (1910)
- Western Justice, Fred J. Balshofer – cortometraggio (1910)
- A True Indian Brave, regia di Fred J. Balshofer – cortometraggio (1910)
- A Cowboy's Matrimonial Tangle, regia di Fred J. Balshofer – cortometraggio (1910)
- For a Western Girl, regia di Fred J. Balshofer – cortometraggio (1910)
- For the Love of Red Wing, regia di Fred J. Balshofer – cortometraggio (1910)
- A Cattle Rustler's Daughter
- A Cowboy for Love
- The Ranch Raiders
- Young Deer's Return
- The Girl Scout
- A Cowboy's Daring Rescue
- The Prayer of a Miner's Child
- The Lure of Gold
- The Wrong Trail
- The Girl Cowboy, regia di Fred J. Balshofer – cortometraggio (1910)
- A Red Girl's Friendship, regia di Fred J. Balshofer – cortometraggio (1910)
- The Fatal Gold Nugget, regia di Fred J. Balshofer – cortometraggio (1910)
- Red Wing and the White Girl, regia di Fred J. Balshofer – cortometraggio (1910)
- The Branded Man, regia di Fred J. Balshofer – cortometraggio (1910)
- Bud's Triumph, regia di Fred J. Balshofer – cortometraggio (1910)
- The Flight of Red Wing, regia di Fred J. Balshofer – cortometraggio (1910)
- An Indian Maiden's Choice, regia di Fred J. Balshofer – cortometraggio (1910)
- True Western Honor, regia di Fred J. Balshofer – cortometraggio (1910)
- A Cheyenne's Love for a Sioux, regia di Fred J. Balshofer – cortometraggio (1910)
- The Ranchman's Personal, regia di Fred J. Balshofer – cortometraggio (1910)
- A Child of the Wild
- A Sioux's Reward
- A Brave Western Girl
- An Indian's Test
- A Girl of the Plains
- The Cattle Baron's Daughter
- The Pale Faced Princess
- An Indian's Elopement, regia di Fred J. Balshofer – cortometraggio (1910)
- Taming the Terror

### 1911
- In the Heart of the Sierras
- The Savage Girl's Devotion, regia di Fred J. Balshofer – cortometraggio (1911)
- An Indian Trapper's Prize
- The Creek Claim
- Texas Ted's Defense
- The Redskin's Secret
- The Red Man's Wrath
- Trials of Bud Brown
- A Tough Tenderfoot
- A Squaw's Bravery
- The Salted Mine (1911)
- A Deputy's Honor
- A Warrior's Squaw
- The Way of a Red Man
- Fate of Joe Dorr
- A Warrior's Faith
- Owanee's Great Love
- Dick Farrell's Prize
- Her Prisoner
- Starlight the Squaw
- Sacrifice of Silver Cloud
- Was He Justified? (1911)
- The Cowboy's Waif
- An Indian Nemesis – cortometraggio (1911)
- The Red Avenger
- At Bar C Ranch
- Avery's Dream
- Indian's Mistake
- A Man of Honor (1911)
- Return of Company 'D'
- A Cowboy for a Day
- An Indian's Ambition
- A Red Man's Gratitude
- Shifty's Claim
- The Knight of the Trail
- Crow's Defeat
- The Foreman's Bride
- The Broncho Buster's Rival – cortometraggio (1911)
- The Cheyenne Medicine Man
- The Outlaw and the Female Detective
- Brave Swift Eagle's Peril
- A Redskin's Bravery
- A Tale of the Foothills (1911)
- His Lordship's Hunting Trip
- A Child of the Rancho
- A Squaw's Retribution
- The Desert's Lure
- The Dude Cowboy (1911)
- The Foreman's Mine (1911)
- An Indian's Love (1911)
- Cowboy's Vacation (1911)
- The Unloaded Gun (1911)
- Blacksnake's Treachery (1911)
- A Red Girl's Heart (1911)
- Generous Cowboys (1911)
- Her Captive (1911)
- A Cheyenne's Courtship (1911)
- Silver Wing's Dream (1911)
- The Tables Turned (1911)
- A True-Hearted Miner (1911)
- Darkfeather, the Squaw (1911)
- Grey Cloud's Devotion (1911)
- The New Cowboy (1911)
- A Sioux Spy (1911)
- An Indian Love Story, regia di Fred J. Balshofer (1911)
- A Cowboy's Loyalty (1911)
- Pioneer Days (1911)
- An Indian Legend (1911)
- The Sheriff's Love
- Little Dove's Romance
- The Lost Letter
- Lone Star's Return
- The Sheriff's Brother – cortometraggio  (1911)
- The Missionary's Gratitude
- Lucky Bob
- White Fawn's Peril
- The Red Man's Penalty
- Range Justice
- The Indian Rustlers
- The Pioneer's Mistake
- A Western Bride
- A Warrior's Treachery
- A Noble Red Man
- An Indian Hero
- The Cattlemen's War
- A Young Squaw's Bravery
- A Race for a Bride (1911)
- Wenoma's Broken Promise
- The Winning of Wonega
- The Ranchman's Mother-in-Law
- The Broken Trap
- White Fawn's Escape
- A Bad Man
- A Western One-Night Stand
- An Easterner's Peril
- The Empty Tepee
- A Range Romance
- Bar Z's New Cook
- The Foreman's Courage
- Cowgirls' Pranks
- An Indian Martyr
- Falsely Accused, regia di Thomas H. Ince – cortometraggio (1911)
- Getting His Man, regia di Thomas H. Ince – cortometraggio (1911)

### 1912
- A Mexican Tragedy, regia di Thomas H. Ince – cortometraggio (1912)
- Chinese Smugglers, regia di Thomas H. Ince – cortometraggio (1912)
- The Indian Maid's Elopement, regia di Thomas H. Ince – cortometraggio (1912)
- The Gambler's Heart, regia di Thomas H. Ince – cortometraggio (1912)
- The Laugh on Dad, regia di Thomas H. Ince – cortometraggio (1912)
- The Honor of the Tribe, regia di Thomas H. Ince – cortometraggio (1912)
- The Run on the Bank, regia di Thomas H. Ince – cortometraggio (1912)
- The Sub-Chief's Choice, regia di Thomas H. Ince – cortometraggio (1912)
- The Ranch Girl's Love, regia di Thomas H. Ince – cortometraggio (1912)
- Love and Jealousy, regia di Thomas H. Ince – cortometraggio (1912)
- The Empty Water Keg, regia di Thomas H. Ince (1912)
- The Protection of the Cross
- A Tenderfoot's Revenge
- Broncho Bill's Love Affair
- The Wild West Circus
- The Deputy's Sweetheart, regia di Thomas H. Ince (1912)
- War on the Plains, regia di Thomas H. Ince – cortometraggio (1912)
- The Heart of an Indian
- The Battle of the Red Men
- The Deserter, regia di Thomas H. Ince (1912)
- The Crisis, regia di Thomas H. Ince (1912)
- Blazing the Trail, regia di Thomas H. Ince (1912)
- The Post Telegrapher, regia di Thomas H. Ince e Francis Ford – cortometraggio (1912)
- The Lieutenant's Last Fight
- The Outcast, regia di Thomas H. Ince (1912)
- Memories of a Pioneer
- A Soldier's Honor
- His Punishment
- On the Warpath, regia di Reginald Barker (1912)
- His Message, regia di Thomas H. Ince (1912)
- The Colonel's Peril
- The Sheriff of Stoney Butte
- The Restoration, regia di Fred J. Balshofer (1912)
- Reconciled
- Just in Time (1912)
- The Sheriff's Mysterious Aide
- Daredevil Dick Wins a Wife
- The Little Rancher
- The White Savior
- An Even Break (1912)
- His Partner's Share
- A Western Girl's Dream
- Her First Choice
- The Widow's Claim
- The Shot That Failed
- How He Made Good
- For Love, Life and Riches, regia di Frank Montgomery (1912)
- A Shot in the Dark, regia di Ben F. Wilson (1912)
- The Arizona Land Swindle
- Her Last Resort
- A White Indian
- The Girl from Golden Run
- The Ranchman's Awakening
- The Massacre of Santa Fe Trail, regia di Frank E. Montgomery (1912)
- The Sheriff's Reward (1912)
- At Old Fort Dearborn; or, Chicago in 1812
- A Western Episode
- When Uncle Sam Was Young
- The Indian Raiders, regia di Tom Ricketts (1912)
- The Tattoo – cortometraggio (1912)
- Star Eyes' Stratagem, regia di Frank E. Montgomery (1912)
- Early Days in the West
- Hunted Down
- A Daughter of the Redskins
- The Cowboy Guardians
- Trapper Bill, King of Scouts – cortometraggio (1912)
- A Red Man's Love Frank E. Montgomery (1912)
- An Indian Ishmael
- A Blackfoot Conspiracy
- The Tribal Law, regia di Wallace Reid e Otis Turner (1912)
- Trapped by Fire
- The Half-Breed Scout
- An Indian Outcast
- The Massacre of the Fourth Cavalry
- Big Rock's Last Stand
- The Rights of a Savage
- A Four-Footed Hero (1912)
- A Ride for Life
- Before the White Man Came (1912)
- Indian Dances and Pastimes
- Heroine of the Plains
- El Capitan and the Land Grabbers
- The Redemption of White Hawk

### 1913
- A Girl at War (1913)
- The Romance of the Utah Pioneers, regia di Charles Farley – cortometraggio (1913)
- An Apache Father's Vengeance, regia di Frank Montgomery (1913)
- A Frontier Providence, regia di Otis Turner (1913)
- Regimental Pals (1913)
- The Genius of Fort Lapawai (1913)
- A Gambler's Last Trick (1913)
- Sheridan's Ride, regia di Otis Turner – cortometraggio (1913)
- Cowboy Sports and Pastimes (1913)
- Mona of the Modocs, regia di Frank Montgomery (1913)
- A Frontier Mystery (1913)
- On the Frontier (1913)
- In the Redman's Country (1913)
- The Song of the Telegraph, regia di Frank Montgomery (1913)
- The Bugler of Company B – cortometraggio (1913)
- The Coward's Atonement, regia di Francis Ford – cortometraggio (1913)
- The Red Girl's Sacrifice, regia di Frank Montgomery (1913)
- His Brother, regia di Francis Ford (1913)
- At Mad Mole Canyon (1913)
- The Flaming Arrow (1913)
- Indian Blood (1913)
- The Battle of Bull Run, regia di Francis Ford (1913)
- The Return of Thunder Cloud's Spirit, regia di Henry MacRae (1913)
- The Light in the Window, regia di Francis Ford (1913)
- The Half Breed Parson, regia di Francis Ford (1913)
- A House Divided (1913)
- Taps, regia di Francis Ford (1913)
- Bedford's Hope (1913)
- The Darling of the Regiment, regia di Francis Ford (1913)
- War, regia di Francis Ford (1913)
- Bred in the Bone, regia di Wilfred Lucas (1913)
- The Last Roll Call (1913)
- The Vengeance of the Skystone, regia di Henry MacRae (1913)
- The Indian's Secret (1913)
- The Northern Spy (1913)
- The Toll of War, regia di Francis Ford (1913)
- In the Secret Service, regia di Henry MacRae (1913)
- The Stars and Stripes Forever, regia di Francis Ford (1913)
- Under Fire (1913)
- Love, Life and Liberty, regia di Henry MacRae (1913)
- The Honor of the Regiment, regia di Wilfred Lucas (1913)
- The Battle of San Juan Hill, regia di Francis Ford – cortometraggio (1913)
- The Spirit of the Flag, regia di Allan Dwan – cortometraggio (1913)
- The Grand Old Flag, regia di Henry MacRae – cortometraggio (1913)
- The Capture of Aguinaldo, regia di Francis Ford – cortometraggio (1913)
- In Love and War, regia di Allan Dwan e Thomas H. Ince – cortometraggio (1913)
- Women and War, regia di Allan Dwan – cortometraggio (1913)
- The Guerilla Menace (1913)
- The Battle of Manila, regia di Francis Ford – cortometraggio (1913)
- At Shiloh – cortometraggio (1913)
- The Powder Flash of Death, regia di Allan Dwan – cortometraggio (1913)
- The Head Hunters – cortometraggio (1913)
- The Picket Guard, regia di Allan Dwan – cortometraggio (1913)
- When Sherman Marched to the Sea, regia di Jack Conway (1913)
- The Lawbreakers (1913)
- Robinson Crusoe, regia di Otis Turner (1913)
- The Cave Dwellers' Romance (1913)
- The Death Stone of India, regia di Milton J. Fahrney – cortometraggio (1913)
- The Snake, regia di Frank Montgomery (1913)
- Campaigning with Custer (1913)
- Soldiers Three (1913)
- The Iron Trail, regia di Henry MacRae (1913)
- The Mystery of Yellow Aster Mine, regia di Frank Borzage (1913)
- The Gratitude of Wanda, regia di Wallace Reid (1913)
- Pelleas and Melisande, regia di J. Farrell MacDonald (1913)
- The Love of Men, regia di Frank Montgomery (1913)
- A Forest Romance, regia di Frank Montgomery (1913)
- Wandering Folk, regia di Otis Turner (1913)
- In the Coils of the Python, regia di Henry MacRae (1913)
- Through the Window (1913)
- The Struggle, regia di Jack Conway e Frank Montgomery (1913)
- Captain Billie's Mate, regia di Francis Ford (1913)
- Shon the Piper, regia di Otis Turner (1913)
- Good-for-Nothing Jack (1913)
- The Girl and the Tiger, regia di Henry MacRae (1913)
- Fighters of the Plains (1913)
- In the Wilds of Africa (1913)
- Through Barriers of Fire, regia di Edwin August (1913)
- The She Wolf, regia di Francis Ford (1913)
- The Cowboy Magnate (1913)
- The Black Masks, regia di Grace Cunard e Francis Ford (1913)
- From Dawn Till Dark, regia di Francis Ford (1913)
- Captain Kidd, regia di Otis Turner (1913)
- The Prairie Trail (1913)
- The Madonna of the Slums, regia di Francis Ford (1913)
- Lasca (1913)
- The Raid of the Human Tigers (1913)
- Wynona's Vengeance, regia di Francis Ford (1913)
- The White Vaquero, regia di Francis Ford (1913)
- War of the Cattle Range, regia di Henry MacRae (1913)
- The White Squaw, regia di Henry MacRae – cortometraggio (1913)
- The Werewolf, regia di Henry MacRae – cortometraggio (1913)
- The God of Girzah (1913)
- The Water War, regia di Henry MacRae (1913)

### 1914
- The Gambler's Oath
- The Eleventh Hour, regia di Henry MacRae – cortometraggio (1914)
- The Flash of Fate, regia di Henry MacRae (1914)
- For the Freedom of Cuba
- The Mad Hermit, regia di Francis Ford (1914)
- The Vagabond Soldier
- Unjustly Accused
- Her Father's Guilt
- The Legion of the Phantom Tribe
- The Yaqui's Revenge, regia di Henry MacRae – cortometraggio (1914)
- From the Lion's Jaws
- In the Wolves' Fangs
- Two Little Waifs
- The Lamb, the Woman, the Wolf, regia di Allan Dwan – cortometraggio
- Dangers of the Veldt
- Dolores D'Arada, Lady of Sorrow
- Old California
- The Tragedy of Whispering Creek, regia di Allan Dwan – cortometraggio
- A Nation's Peril (1914)
- The Hills of Silence – cortometraggio (1914)
- The Triumph of Mind, regia di Lois Weber – cortometraggio (1914)
- Cast Adrift in the South Seas
- On the Verge of War
- Isle of Abandoned Hope
- The Forbidden Room, regia di Allan Dwan – cortometraggio (1914)
- The Old Cobbler
- The Hopes of Blind Alley, regia di Allan Dwan – cortometraggio
- Prowlers of the Wild
- A Mexican Spy in America
- Olana of the South Seas
- Tribal War in the South Seas
- Rescued by Wireless, regia di Henry McRae – cortometraggio (1914)
- The Oubliette, regia di Charles Giblyn – cortometraggio (1914)
- The Lure of the Geisha
- The Law of the Lumberjack
- The Return of the Twins' Double
- Our Enemy's Spy
- The Higher Law, regia di Charles Giblyn – cortometraggio (1914)
- Richelieu, regia di Allan Dwan - mediometraggio (1914)
- Love and Baseball
- The Phantom Light
- Monsieur Bluebeard
- The Mysterious Hand
- A Redskin Reckoning
- A Daughter of the Redskins
- The Jungle Master
- The Silent Peril
- Ninety Black Boxes
- The Brand of His Tribe
- The Foundlings of Father Time
- The Trail Breakers
- The Christmas Spirit, regia di Murdock MacQuarrie (1914)
- The Law of the Range, regia di Henry MacRae (1914)

### 1915
- In the Jungle Wilds
- Custer's Last Scout
- The Governor Maker, regia di Henry MacRae (1915)
- Old Peg Leg's Will
- The Mystery Woman
- Ridgeway of Montana
- Terrors of the Jungle, regia di Henry McRae (1915)
- Tre briganti e una ragazza
- The Curse of the Desert
- The Lost Ledge
- Diana of Eagle Mountain
- The Mother Instinct, regia di Wilfred Lucas (1915)
- La città nascosta (The Hidden City), regia di Francis Ford (1915)
- The Oaklawn Handicap
- Betty and the Boys
- And They Called Him Hero
- La porta della distruzione
- The War of the Wild
- Nabbed
- The Blood of His Brother
- The Jungle Queen
- The Smuggler's Lass
- The Circus Girl's Romance
- One Man's Evil
- Lone Larry
- The Test of a Man
- Jane's Declaration of Independence
- The Ulster Lass
- The Toll of the Sea, regia di Henry MacRae – cortometraggio (1915)
- The Mad Maid of the Forest
- A Daughter of the Jungles
- Gene of the Northland
- Chasing the Limited
- The Gopher
- The Social Lion
- Coral
- In the Sunset Country, regia di Burton L. King – cortometraggio (1915)
- The Surrender
- A Message for Help
- The Ghost Wagon
- The Queen of Jungle Land
- The Yellow Star
- A Fight to a Finish
- The Superior Claim
- The Mettle of Jerry McGuire
- What the River Foretold
- The Heart of a Tigress
- A Desperate Leap
- The Connecting Link
- The Lion's Ward
- His Real Character
- When Rogues Fall Out, regia di J.P. McGowan

### 1916
- The Dawn Road
- On the Trail of the Tigress
- Across the Rio Grande, regia di George Marshall (1916)
- Buck Simmons, Puncher
- A Daughter of Penance
- The Phantom Island
- His Majesty Dick Turpin
- A Recoiling Vengeance
- Stampede in the Night
- The One Woman, regia di Henry Otto (1916)
- The Quarter Breed
- The Iron Rivals
- Behind the Curtain, regia di Henry Otto (1916)
- The Night Riders
- Behind the Mask, regia di Francis Ford (1916)
- The Rival Pilots
- The Passing of Hell's Crown
- The Torrent of Vengeance
- The Leap
- A Fight for Love
- Hulda the Silent
- The Wedding Guest, regia di Jacques Jaccard – cortometraggio (1916)
- Tammany's Tiger
- The Cage Man
- A Railroad Bandit
- The Ghost of the Jungle
- The Money Lenders
- The Committee on Credentials
- The Human Pendulum
- Midwinter Madness
- For the Love of a Girl, regia di Harry Carey (1916)
- Under the Lion's Paw
- A Jungle Hero
- Along the Malibu, regia di Cleo Madison e William V. Mong – cortometraggio (1916)
- Beyond the Trail, regia di Ben F. Wilson – cortometraggio (1916)
- The Trail of Chance, regia di Lucius Henderson – cortometraggio (1916)
- The Desert Rat, regia di Romaine Fielding – cortometraggio (1916)
- The Princely Bandit
- A Mountain Tragedy, regia di George Cochrane – cortometraggio (1916)
- Night Shadows
- The Conspiracy
- The Better Man, regia di Jay Hunt (1916)
- For Love and Gold
- The Quitter, regia di Burton George – cortometraggio (1916)
- The Son of a Rebel Chief
- The Lost Lode
- The Telegraph Operator's Daughter
- The Greater Power – cortometraggio (1916)
- The Good Woman
- The Taint of Fear
- Fighting Joe
- Giant Powder

### 1917
- Blood Money, regia di Fred Kelsey – cortometraggio (1917)
- The Bad Man of Cheyenne, regia di Fred Kelsey (1917)
- Brute Force, regia di A.W. Rice (1917)
- The Daring Chance, regia di William V. Mong (1917)
- The Boonton Affair, regia di King Baggot (1917)
- The Outlaw and the Lady, regia di Fred Kelsey – cortometraggio (1917)
- John Osborne's Triumph, regia di Murdock MacQuarrie (1917)
- The Comeback, regia di George Marshall (1917)
- Il tornado (The Tornado), regia di John Ford – cortometraggio (1917)
- The Drifter, regia di Fred Kelsey (1917)
- Roped In, regia di George Marshall (1917)
- Goin' Straight
- Steel Hearts
- Burning Silence
- Burning Silence
- The Kidnapped Bride, regia di Henry McRae (1917)
- The Tell Tale Clue
- La pista dell'odio
- The Little Moccasins
- One Wild Night, regia di Henry MacRae (1917)
- Casey's Border Raid
- Dropped from the Clouds, regia di Henry McRae (1917)
- Number 10, Westbound
- L'attaccabrighe (The Scrapper), regia di John Ford – cortometraggio (1917)
- The Honor of Men
- Money and Mystery
- The Wrong Man, regia di Fred Kelsey
- Double Suspicion
- Il pastore di anime (The Soul Herder), regia di John Ford – cortometraggio (1917)
- Squaring It
- Jungle Treachery
- The Lure of the Circus, regia di William B. Pearson (1917)
- The Texas Sphinx
- The Last of the Night Riders
- The Dynamite Special
- The Lion's Lair
- Saving the Fast Mail
- The Temple of Terror
- The Getaway, regia di George Cochrane (1917)
- Danger Ahead